# Římskokatolická farnost Těchlovice
Římskokatolická farnost Těchlovice (latinsky Tichlovicium) je církevní správní jednotka sdružující římské katolíky na území obce Těchlovice a v jejím okolí. Organizačně spadá do děčínského vikariátu, který je jedním z 10 vikariátů litoměřické diecéze. Centrem farnosti je kostel Stětí svatého Jana Křtitele v Těchlovicích.

## Historie farnosti
Matriky byly v místě vedeny od roku 1674. Od roku 1785 zde byla lokálie. Farnost byla kanonicky zřízena od roku 1873.

### Duchovní správcové vedoucí farnost
Začátek působnosti jmenovaného v duchovní správě farnosti od:
- 1787 cap. loc. Jos. Zenker, † 15. 8. 1816
- 1791 cap. loc. Jos. Hanisch, † 8. 10. 1811
- 1809 cap. loc. Anton. Buryan, † 13. 10. 1817
- 1813 cap. loc. vacat
- 1813 cap. loc. Carol. Klinger, n. 4. 4. 1782 Nová Ves, o. 8. 9. 1805, † 16. 8. 1835
- 1836 cap. loc. Ign. Ritschel, n. 27. 11. 1800 Hohenelbe, o. 23. 8. 1825
- 1848 cap. loc. admin. Jos. Till, n. 22. 2. 1810 Zösnic., o. 4. 8. 1834
- 1849 cap. loc. Alex. Ulm, n. 29. 4. 1804 Görkau, o. 4. 9. 1827
- 1873 proto-par. (prvo-farář) Alex. Ulm, n. 29. 4. 1804 Görkau, o. 4. 9. 1827, † 27. 11. 1884
- 1879 Ferd. Ullrich, n. 6. 3. 1841 Zdiar, o. 15. 7. 1867, † 15. 12. 1896
- 1891 Jos. Hackel, n. 24. 11. 1847 Windischkamnitz, o. 25. 7. 1871, † 28. 12. 1924
- 1. 5. 1925 Paul Fichtner, n. 4. 3. 1891 Landeshut (Sil), o. 2. 7. 1916, † 12. 12. 1983
- 27. 11. 1946 Vojtěch Bartoš SJ, admin. exc. z Děčína
- 1. 12. 1951 Karel Kvítek, admin. exc. z Děčína
- 20. 6. 1952 Anton. Danišovič OFM, admin. exc. z Děčína
- 1. 8. 1973 Viktor Maretta
- 1. 2. 1974 Pavel Jančík, admin. exc. z Děčína
- 1. 6. 1976 Mojmír Melan, admin. exc. z Děčína-Podmokel
- 1. 1. 1983 Benno Rössler, admin. exc. z Děčína
- 1. 2. 1990 Pavel Jančík, admin. exc. z Děčína
- 1. 10. 1994 Pavel Procházka, admin. exc. z Děčína
- 15. 11. 2003 Martin Davídek, admin. exc. z Děčína
- 1. 10. 2005 Antoni Kośmidek, admin. exc. z Děčína
- 16. 8. 2006 Antonín Sedlák, admin. exc. z Děčína
- 1. 7. 2009 Tomáš Kuba, admin. exc. z Děčína[3][4]

Kromě kněží stojících v čele farnosti, působili ve farnosti v průběhu její historie i jiní kněží. Většinou pracovali jako farní vikáři, kaplani, katecheté, výpomocní duchovní aj.

## Území farnosti
Do farnosti náleží území těchto obcí:
- Babětín (Babuthin[p 2])
- Milířsko (Mühlorzen[p 2])
- Přední Lhota (Niederwellhotten[p 2])
- Přerov (Pschüra[p 2])
- Rytířov (Rittersdorf[p 2])
- Těchlovice (Tichlowitz[p 2])
- Vitín (Wittin[p 2])
- Zadní Lhota (Oberwellhotten[p 2])

## Římskokatolické sakrální stavby na území farnosti
| Fotografie | Stavba                         | Místo      | Bohoslužby                      | Zeměpisné souřadnice             | Status           | Číslo kulturní památky           |        |
| Kostel | Kostel                         | Kostel     | Kostel                          | Kostel                           | Kostel           | Kostel                           | Kostel |
| --- | ------------------------------ | ---------- | ------------------------------- | -------------------------------- | ---------------- | -------------------------------- | ------ |
| | Kostel Stětí sv. Jana Křtitele | Těchlovice | bližší informace o bohoslužbách | 50°41′43″ s. š., 14°12′43″ v. d. | farní kostel     | 26917/5-3997 (Pk•MIS•Sez•Obr•WD) |        |
| Kaple |                                |            |                                 |                                  |                  |                                  |        |
| | Morová kaplička                | Těchlovice | bohoslužby příležitostně        | 50°41′39″ s. š., 14°12′7″ v. d.  | výklenková kaple | —                                |        |
| Některé drobné sakrální stavby a pamětihodnosti lze dohledat zde v databázi Drobné sakrální památky Zaniklé sakrální stavby lze dohledat zde v databázi Poškozené a zničené kostely, kaple a synagogy v České republice |                                |            |                                 |                                  |                  |                                  |        |

Ve farnosti se mohou nacházet i další drobné sakrální stavby, místa římskokatolického kultu a pamětihodnosti, které neobsahuje tato tabulka.

## Příslušnost k farnímu obvodu
Z důvodu efektivity duchovní správy byl vytvořen farní obvod (kolatura) farnosti – děkanství Děčín I, jehož součástí je i farnost Těchlovice, která je tak duchovně spravována excurrendo. Přehled těchto kolatur je v tabulce farních obvodů děčínského vikariátu.